# Рей, Жан-Пьер-Антуан
Жан Пьер Антуан Ре (фр. Jean Pierre Antoine Rey; 1767—1842) — французский военный деятель, бригадный генерал (1808 год), барон (1809 год), участник революционных и наполеоновских войн.

## Биография
Родился в семье торговца Этьена Ре (фр. Étienne Rey; 1727—1785) и его супруги Жанны Банкель (фр. Jeanne Banquels; 1732—1778).
Он поступил на службу 24 декабря 1786 года солдатом Бургундского полка, где 1 мая 1792 года стал капралом, а 1 июля — капралом-фурьером. Он совершил походы того года в составе Армии Альп и поступил младшим лейтенантом в 1-й батальон приморских берегов 22 мая 1793 года. Приписан к Армии Восточных Пиренеев. В 1793 году его батальон влился в состав 13-й временной полубригады. 17 сентября был при взятии поста Верне, затем в битве при Пейресторте, где он пересёк одним из первых испанские окопы. На следующий день он был назначен капитаном штаба представителями народа при армии. 19 декабря 1793 года отличился во взятии высот у Вильлонга.
В сентябре 1795 года Ре присоединился к Итальянской армии, а 25 ноября 1795 года оказался в бою перед Ле-Бурге. Затем он сражался при Монтенотте 12 апреля 1796 года и при Миллезимо 13 апреля. 8 мая отличился во время битвы при Фомбио и 11 мая при взятии Пиццигеттоне. 30 мая 1796 года его полубригада влилась в состав 51-й полубригады линейной пехоты. Он находился при оседе Мантуи и участвовал в экспедиции в Романью. Он сражаелся при Бассано 8 сентября, при Говерноло 23 сентября (где его полубригада захватила пять орудий и 1400 пленных) и, наконец, в битве при Арколе с 15 по 17 ноября. На второй день боя он во главе стрелков под огнём противника переправился через канал и 17-го был ранен выстрелом в левый локоть, возбуждая храбрость своих солдат. 21 декабря 1796 года он получил звание командира батальона. 15 января 1797 года Ре принял участие в битве при Ангьяри, а затем в битве при Вальвазоне 16 марта 1797 года.
В 1798 году он продолжил службу в Бельгии, затем в Армии Батавии под началом генерала Брюна и был ранен в правое бедро 6 октября 1799 года во время битвы при Кастрикуме. В 1800 году он был направлен в Рейнскую армию и участвовал в битвах при Биберахе 9 мая и при Гогенлиндене 3 декабря. В 1803 года служил в гарнизоне в Лилле. 29 августа 1803 года произведён в полковники штаба и был назначен начальником штаба 2-й пехотной дивизии Фриана в лагере Брюгге. 11 ноября он был назначен командиром 57-го полка линейной пехоты, по прозвищу «Грозный» (фр. Le Terrible). 57-й был частью 3-й бригады 2-й пехотной дивизии Вандама в лагере Сент-Омер. Действуя в связке с 46-м линейным и под началом генерала Фере, бригада получила прозвище «Железная бригада» (фр. Brigade de fer).
С 1805 по 1807 год он участвовал в кампаниях в Австрии, Пруссии и Польши. Отличился при Меммингене 14 октября и Аустерлице 2 декабря. В Прусской кампании 1806 года был при Йене 14 октября и при взятии Любека 7 ноября. В Польской кампании дрался битве при Эйлау 8 февраля 1807 года. Он совершил чудеса 10 июня в битве при Гейльсберге и взятие Кёнигсберга.
Получив звание бригадного генерала 18 февраля 1808 года, он 16 мая стал генеральным инспектором 16 временных кавалерийских полков, сформированных 4 мая. 15 июня уехал в Испанию, возглавив 2-ю бригаду в дивизии Мутона. 15 ноября стал командиром 2-й бригады дивизии Дессоля 4-го армейского корпуса, отвечавшего за сопровождение короля Жозефа в Мадрид. 29 марта 1809 года возглавил 2-ю бригаду 1-й пехотной  дивизии 4-го корпуса. 27 марта отличился в битве при Сьюдад-Реале. Ранен в битве при Талавере 28 июля.
15 июля 1810 года он убил 400 повстанцев и взял в плен командовавшего ими полковника Вальдивию. 31 июля 1811 года он командовал пехотной бригадой 2-й дивизии 4-го корпуса, а в декабре 1811 года принял участие в осаде Тарифы. С 20 декабря 1811 года по 4 января 1812 года предпринял неудачную попытку захватить Гибралтар. С 7 февраля 1812 года командовал 1-й бригадой 4-й пехотной дивизии Южной армии. В июне 1812 года выполнял функции губернатора Бургоса. Отличился 21 июня 1813 года в битве при Витории и 28 и 30 июля в битве при Сорорене. 10 ноября 1813 года, после смерти генерала Конру, он принял командование дивизией в битве при Нивеле. Затем сражался при Ортезе 27 февраля 1814 года, а затем 10 апреля в битве при Тулузе.
7 июля 1814 года в Пюлоране женился на Анне Питор (фр. Anne Pauline Pitorre; 1782—). 15 декабря 1814 года принял командование департаментом Нижние Пиренеи. По возвращении с острова Эльба Император сохранил за ним его функции, но 17 августа 1815 года он был окончательно уволен. С 1 декабря 1815 года без служебного назначения. 31 марта 1816 года в Пюлоране, после аннулирования предыдущего брака, второй раз женился на Виктории Фарг (фр. Victoire Marie Benjamine Fargues; 1783—1875), от которой имел шесть детей. 30 декабря 1818 года помещён в резерв Генерального штаба и оставался в этом качестве до 1 января 1825 года. Призван к деятельности после Июльской революции, он был назначен командующим департаментами Пюи-де-Дом и Канталь 6 декабря 1830 года. Возглавил департамент Канталь 7 марта 1831 года и департамент Пюи-де-Дом 22 февраля 1832 года. 1 мая 1832 года вышел в отставку. Генерал Ре умер 12 января 1842 года в Пюилоране, своём родном городе.

## Воинские звания
- Солдат (24 декабря 1786 года);
- Капрал (1 мая 1792 года);
- Капрал-фурьер (1 июля 1792 года);
- Младший лейтенант (22 мая 1793 года);
- Капитан штаба (18 сентября 1793 года);
- Командир батальона (21 декабря 1796 года);
- Полковник штаба (29 августа 1803 года);
- Бригадный генерал (18 февраля 1808 года).

## Титулы

Герб барона

- Барон Ре и Империи (фр. baron Rey et de l'Empire; декрет от 19 марта 1808 года, патент подтверждён 28 мая 1809 года в Эберсдорфе)[2][3].

## Награды
Легионер ордена Почётного легиона (11 декабря 1803 года)
 Офицер ордена Почётного легиона (14 июня 1804 года)
 Коммандан ордена Почётного легиона (25 декабря 1805 года)
 Кавалер ордена Железной короны (10 июля 1808 года)
 Кавалер Военного ордена Святого Людовика (20 ноября 1814 года)